# Llista d'alcaldes de Montmeló
Llista d'alcaldes de Montmeló:
| Núm. |  | Alcalde                    | Inici mandat           | Fi de mandat           | Partit polític | Partit polític                          |
| ---- |  | -------------------------- | ---------------------- | ---------------------- | -------------- | --------------------------------------- |
|      |  | Joan Filvà i Serra         | 1900                   | 7 de juliol de 1902    |                |                                         |
|      |  | Ricard Vendrell i Vendrell | 7 de juliol de 1902    | 11 de setembre de 1904 |                | Comitè Fusionista de Montmeló           |
|      |  | Vicenç Castells i Carreras | 11 de setembre de 1904 | 3 de gener de 1906     |                |                                         |
|      |  | Pere Guasch i Martori      | 3 de gener de 1906     | 8 de gener de 1906     |                |                                         |
|      |  | Josep Manils i Palau       | 8 de gener de 1906     | 1 d'abril de 1920      |                | Lliga Regionalista                      |
|      |  | Vicenç Falgà i Carbonell   | 1 d'abril de 1920      | 30 de setembre de 1923 |                |                                         |
|      |  | Josep Oliva i Clot         | 30 de setembre de 1923 | 20 de març de 1924     |                | Dictadura de Primo de Rivera            |
|      |  | Esteve Guitet i Bosch      | 20 de març de 1924     | 26 de febrer de 1930   |                | Dictadura de Primo de Rivera            |
|      |  | Vicenç Falgà i Carbonell   | 26 de febrer de 1930   | 16 d'abril de 1931     |                | Dictadura de Primo de Rivera            |
|      |  | Esteve Pellicer i Guitet   | 16 d'abril de 1931     | 27 de juliol de 1936   |                | Partit Republicà Radical                |
|      |  | Joan Pratginestós i Martí  | 28 de juliol de 1936   | 17 d'octubre de 1936   |                | Esquerra Republicana de Catalunya       |
|      |  | Miquel Domingo i Comas     | 17 d'octubre de 1936   | 29 de gener de 1937    |                | Casal d'Unió Catalana Republicà (ERC)   |
|      |  | Josep Casa i León          | 5 de febrer de 1937    | 9 de setembre de 1937  |                | Casal d'Unió Catalana Republicà (ERC)   |
|      |  | Celestí Cullell i Aguilar  | 9 de setembre de 1937  | 10 de maig de 1938     |                | Casal d'Unió Catalana Republicà (ERC)   |
|      |  | Miquel Ventura i Botines   | 10 de maig de 1938     | 20 de juny de 1938     |                |                                         |
|      |  | Miquel Domingo i Comas     | 20 de juny de 1938     | 27 de febrer de 1939   |                | Casal d'Unió Catalana Republicà (ERC)   |
|      |  | Antoni Planas i Farrés     | 7 de febrer de 1939    | 5 de març de 1939      |                | Dictadura Franquista                    |
|      |  | Esteve Pellicer i Guitet   | 5 de març de 1939      | 9 de juliol de 1943    |                | Dictadura Franquista                    |
|      |  | Antoni Planas i Farrés     | 9 de juliol de 1943    | 3 de juliol de 1952    |                | Dictadura Franquista                    |
|      |  | Fèlix Molins i Torrents    | 3 de juliol de 1952    | 12 d'abril de 1956     |                | Dictadura Franquista                    |
|      |  | Enric Turanzas i Boixeda   | 12 d'abril de 1956     | 14 d'octubre de 1964   |                | Dictadura Franquista                    |
|      |  | Agustí Serra i Gómez       | 14 d'octubre de 1964   | 21 de setembre de 1966 |                | Dictadura Franquista                    |
|      |  | Josep Sayol i Manils       | 21 de setembre de 1966 | 19 d'abril de 1979     |                | Dictadura Franquista                    |
|      |  | Jose Duran Morales         | 19 d'abril de 1979     | 7 de maig de 1983      |                | Partit Socialista Unificat de Catalunya |
|      |  | Román Ruiz i Llamas        | 23 de maig de 1983     | 5 de febrer de 1992    |                | Partit dels Socialistes de Catalunya    |
|      |  | Manuel Ramal Mata          | 5 de febrer de 1992    | 17 d'abril de 2010     |                | Partit dels Socialistes de Catalunya    |
|      |  | Antonio Jesús Guil Román   | 26 d'abril de 2010     | 14 de juliol de 2018   |                | Partit dels Socialistes de Catalunya    |
|      |  | Pere Rodríguez Rodríguez   | 21 de juliol de 2018   | fins ara               |                | Partit dels Socialistes de Catalunya    |